# Juan Antonio Pizzi
Juan Antonio Pizzi Torroja (* 7. Juni 1968 in Santa Fe, Argentinien) ist ein ehemaliger argentinischer Fußballspieler und heutiger -trainer. Er besitzt seit 1994 die spanische Staatsbürgerschaft und spielte 1994 bis 1998 für Spanien.

## Karriere

### Spielerkarriere
Pizzi begann seine Karriere 1988 bei Rosario Central, bereits nach einem Jahr wechselte er zum mexikanischen Klub Deportivo Toluca. Ein weiteres Jahr später ging er nach Europa zu CD Teneriffa. Bei diesem Verein war er mit 30 Treffern in 68 Spielen sehr erfolgreich und verhalf dem Team damit zur Qualifikation für den UEFA-Pokal 1993/94. Folgerichtig ging er 1993 zum spanischen Topverein FC Valencia, bei dem er allerdings in einer Saison keinen bleibenden Eindruck hinterlassen konnte, so dass er bereits nach einem Jahr zu CD Teneriffa zurückkehrte. Dort konnte er in der Saison 1995/96 mit 31 Toren in 41 Spielen Torschützenkönig werden.
1996 schloss er sich dem FC Barcelona an. Während seines zweijährigen Aufenthalts konnte er sich nicht wirklich gegen Ronaldo, Sonny Anderson und Luis Enrique durchsetzen und erzielte nur 11 Ligatore, obwohl Barça mit dem Gewinn der Meisterschaft (1998), des spanischen Pokals (1997, 1998) und des Europapokals der Pokalsieger 1997 sehr erfolgreich war.
1998 ging er wieder in seine Heimat zu River Plate. Nachdem er bis zum Jahre 2002 noch für den FC Porto, den FC Villarreal und noch zweimal für Rosario Central gespielt hatte, beendete er seine Spielerkarriere.
Zwischen 1994 und 1998 bestritt er 22 Spiele für die spanische Nationalmannschaft und nahm mit ihr an der EM 1996 und der WM 1998 teil.

### Trainerkarriere

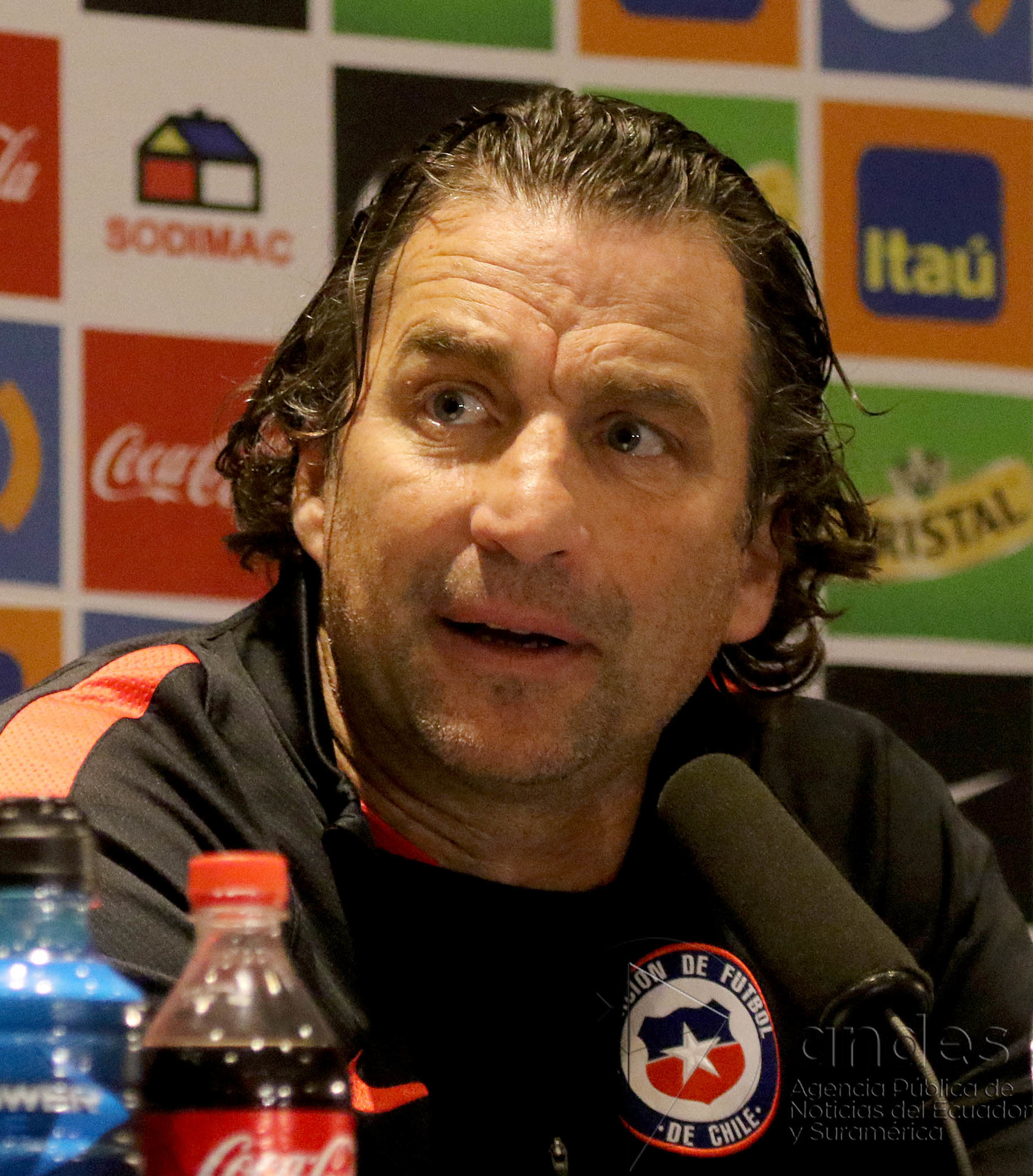
Juan Antonio Pizzi 2016

2005 begann Juan Antonio Pizzi seine Trainerkarriere bei Colón de Santa Fe. Dort wurde er allerdings nach drei Niederlagen in den ersten drei Spielen schnell wieder entlassen. Von 2009 bis 2010 trainierte er den chilenischen Klub Santiago Morning, anschließend wurde er Coach von CD Universidad Católica. Er setzte die Arbeit seines Vorgängers Marco Antonio Figueroa fort und gewann am Ende des Jahres 2010 die Meisterschaft. Mit dem Verein gelang Pizzi weiterhin unter anderem auch der Vorstoß ins Viertelfinale der Copa Libertadores 2011, nachdem man in der Runde der letzten sechzehn Mannschaften den brasilianischen Vertreter Grêmio Porto Alegre überraschend bezwungen hatte. Eine Runde später kam das Aus dann gegen CA Peñarol aus Uruguay, das später erst im Finale am FC Santos scheiterte. Im Ligabetrieb war Juan Antonio Pizzi als Trainer von Universidad Católica zunächst auch erfolgreich. Mit drei Zählern vor Universidad de Chile gewann man das Torneo Apertura in der Tabelle, musste sich aber in den Playoff-Spielen um die Meisterschaft der Apertura eben jenem Verein geschlagen geben. Nach der 1:4-Niederlage im Rückspiel, nachdem man das Heimspiel noch mit 2:0 gewonnen hatte, verkündete Juan Antonio Pizzi seinen Rücktritt als Coach bei Universidad Católica und wurde durch Mario Lepe abgelöst.
Wenig später übernahm Juan Antonio Pizzi das Traineramt bei seinem Heimatverein Rosario Central. Dieser war mittlerweile in die zweite argentinische Liga, die Primera B Nacional, abgestürzt. Mit San Lorenzo gewann er im Jahr 2013 die Apertura. Ende Dezember 2013 ersetzte er Miroslav Đukić als Trainer des spanischen Erstligisten FC Valencia, für den er als Aktiver 1993/94 tätig gewesen war.
Am 30. Januar 2016 wurde er als Nachfolger seines zurückgetretenen Landsmanns Jorge Sampaoli Trainer der chilenischen Nationalmannschaft. Pizzi führte das chilenische Nationalteam in das Finale um den Konföderationen-Pokal 2017, nach der verpassten Qualifikation für die Weltmeisterschaft 2018 trat er im Oktober 2017 von seinem Posten zurück. Im November 2017 wurde er als neuer Trainer der saudi-arabischen Nationalmannschaft vorgestellt. Nach zwei Jahren trat er zurück, nachdem der Verband seinen Vertrag nicht hatte verlängern wollen. Er kehrte daraufhin zu San Lorenzo zurück, wo er wegen schlechter Resultate entlassen wurde. 2021 unterschrieb Pizzi bei Racing Club, wo er im August desselben Jahres entlassen wurde.
Im Juni 2022 gab der Verein Al-Wasl aus den Vereinigten Arabischen Emiraten über die sozialen Medien bekannt, Pizzi für ein Jahr als Trainer unter Vertrag genommen zu haben. Dort erreichte er nach Saisonende den fünften Tabellenplatz. Unmittelbar nach diesem Engagement nahm er den Posten als Nationaltrainer von Bahrain an. Nachdem er im Achtelfinale des AFC Asian Cups 2023 mit seiner Mannschaft durch eine Niederlage gegen Japan ausgeschieden war, wurde auch diese Zusammenarbeit beendet. Seit Juli 2024 ist Pizzi nun Trainer der Kuwaitischen Nationalmannschaft.

## Erfolge

### Als Spieler
- Spanischer Meister: 1998
- Spanischer Pokalsieger: 1996/97, 1997/98
- Spanischer Superpokalsieger: 1996
- Europapokal der Pokalsieger: 1996/97
- UEFA Super Cup: 1997
- Teilnahme an einer Weltmeisterschaft: 1998 (1 Einsatz)
- Teilnahme an einer Europameisterschaft: 1996 (2 Einsätze)
- Torschützenkönig der Primera División: 1995/96

### Als Trainer
- Chilenischer Meister: Sieger 2010
- Argentinischer Meister: Sieger 2013
- Copa América Centenario 2016: Sieger
- FIFA-Konföderationen-Pokal 2017: Zweiter Platz